# Charles Champaud
Charles Champaud (bułg. Шарл Шампо, Szarł Szampow; ur. 1865) – szwajcarsko-bułgarski gimnastyk. Reprezentował Bułgarię na pierwszych nowożytnych Letnich Igrzyskach Olimpijskich (1896).
Champaud startował na igrzyskach w Atenach w gimnastyce; poręczach, skoku przez konia oraz ćwiczeniach na koniu z łękami.
Według Bułgarskiego Komitetu Olimpijskiego Champaud pracował jako nauczyciel gimnastyki w sofijskim liceum i rywalizował w pierwszych nowoczesnych igrzyskach olimpijskich, dzięki temu Bułgaria jest zaliczana do grupy państw biorących udział w IO 1896.
Charles Champaud odegrał również ważną rolę przy popularyzacji piłki nożnej w Bułgarii. Pierwszy mecz piłkarski w Bułgarii, w Warnie w 1894 roku, został zorganizowany przez innego szwajcarskiego nauczyciela Georges’a de Regibusa.
| Dyscyplina                  | Miejsce | Zawodnik         |
| --------------------------- | ------- | ---------------- |
|                             |         |                  |
| Ćwiczenia na poręczach      | –       | Charles Champaud |
|                             |         |                  |
| Skok przez konia            | –       | Charles Champaud |
|                             |         |                  |
| Ćwiczenia na koniu z łękami | –       | Charles Champaud |